# Neudenau
Neudenau è un comune tedesco di 5 179 abitanti, situato nel land del Baden-Württemberg.
Il suo territorio è bagnato dal fiume Jagst.